# Nathan Baggaley
Nathan Baggaley (Byron Bay, 6 dicembre 1975) è un canoista australiano.
Ha vinto due medaglie d'argento alle Olimpiadi di Atene 2004, una nel K1 500m e l'altra nel K2 500m in coppia con Clint Robinson. Ha inoltre vinto tre titoli mondiali nel K1 500m.

## Palmarès
- Olimpiadi
  - Atene 2004: argento nel K1 500m e nel K2 500m.

- Mondiali
  - 2002 - Siviglia: oro nel K1 500m.
  - 2003 - Gainesville: oro nel K1 500m e bronzo nel K1 1000m.
  - 2005 - Zagabria: oro nel K1 500m e bronzo nel K1 1000m.